# Kile
Kile はTeX / LaTeXエディタである。TeX / LaTeXソースを編集するためのユーザフレンドリーな環境をもっている。QtライブラリのインストールされたLinuxやmacOSを含むUnix系システム上で動作する。Kile 2.0.1には日本語を含む45の言語の翻訳が含まれる。

## 機能
- ファイルのシンタックスハイライト
- コマンドの自動補完
- ボタンのクリックによるコマンドの挿入
- 表などの作成ウィザード
- テンプレート機能
- プロジェクトによるファイルの管理
- ファイルのコンパイルと生成されたファイルの表示